# هلیوم
هِلیوم یا هلیُم (به انگلیسی: Helium، با نشان شیمیایی He) یک عنصر شیمیایی با عدد اتمی ۲ و جرم اتمی ۴٫۰۰۲۶۰۲ است. این عنصر، بی‌بو، بی‌رنگ، بی‌مزه، غیرسمّی و از دیدگاه شیمیایی بی‌اثر و تک اتمی است که در جدول تناوبی در بالای گروه گازهای نجیب جا دارد. دمای ذوب و جوش این ماده در میان دیگر عنصرها بسیار پایین است، به‌همین دلیل در دمای اتاق و البته در بیشتر موارد به صورت گازی است مگر اینکه تحت شرایط بسیار ویژه‌ای قرار داشته باشد.
واژهٔ هلیوم از واژهٔ یونانی هلیوس، به معنای «ایزد خورشید» گرفته شده است. زمانی که هنوز هلیوم شناخته نشده بود، ستاره‌شناس فرانسوی ژول ژانسن در جریان خورشیدگرفتگی سال ۱۸۶۸ برای نخستین بار در طیف‌بینی نور خورشید، خط زرد طیفی هلیوم را دید. در جریان همان خورشیدگرفتگی، نورمن لاکیر پیشنهاد کرد این خط زرد می‌تواند به دلیل یک عنصر تازه باشد. دو شیمی‌دان سوئدی با نام‌های پر تئودر کلیو و نیلز آبراهام لانگلت در سال ۱۸۹۵ این عنصر را شناسایی و اعلام کردند. آن‌ها هلیوم را از سنگ کلویت که کانی اورانیوم است، به‌دست آوردند. در سال ۱۹۰۳ منابع بزرگ هلیوم در میدان‌های گازی ایالات متحده پیدا شد.
هلیوم، بعد از هیدروژن، هم از نظر سبکی و هم از نظر فراوانی، دومین عنصر کیهان است، گرچه با وجود کاربردهای بسیار مهم و حیاتی که دارد، بر روی زمین بسیار کمیاب است. نزدیک به ۲۴٪ از جرم گیتی، سهم این عنصر است که این مقدار بیش از ۱۲ برابر ترکیب تمام عنصرهای سنگین است. هلیوم به همان صورت که در خورشید و مشتری یافت می‌شود، در جهان پیدا می‌شود و این به دلیل انرژی بستگی (به ازای هر هسته) بسیار بالای هلیوم-۴ نسبت به سه عنصر دیگر پس از آن، در جدول تناوبی است. بیشتر هلیوم موجود در کیهان، هلیوم-۴ است و گمان می‌رود که در جریان مه‌بانگ پدید آمده باشد. امروزه با کمک واکنش‌های همجوشی هسته‌ای در ستاره‌ها، گونه‌های تازه‌ای از هلیوم ساخته شده است.
هلیوم در هواکُرهٔ زمین بسیار کمیاب است و بیشتر هلیومی که در خاک زمین پیدا می‌شود، در اثر واپاشی هسته‌ای طبیعی در عنصرهای سنگین پرتوزا مانند اورانیوم و توریوم پدید آمده است؛ به این ترتیب که در اثر واپاشی، ذره‌های بتا از عنصر تابیده شده و هستهٔ هلیوم-۴ به‌دست آمده است. هلیومِ به‌دست آمده از واپاشی، به‌آسانی به صورت فشرده با درصدی نزدیک به ۷٪ حجمی، در دام گاز طبیعی گرفتار می‌شود. سپس می‌توان با روش‌های صنعتی و به صورت تجاری با کاهش دمای آمیختهٔ هلیوم و گاز طبیعی، آن را از دیگر گازها به روش تقطیر جزء به جزء جدا ساخت.
هلیوم در بسیاری از صنایع در سطح جهانی استفاده می‌شود و استفاده از آن در همه زمینه‌های تحقیقات علمی و محیط‌های تجاری، از جمله داروسازی، پزشکی، جوشکاری، علوم رایانه، اکتشافات فضایی وجود دارد. یکی از کاربردهای مهم هلیوم در سرماشناسی است و نزدیک به یک-چهارم هلیوم تولیدی در این زمینه بکار می‌رود. در مواردی که دمای زیر ۲۶۱٫۱- درجه سانتیگراد (۴۲۹- درجه فارنهایت) مورد نیاز باشد هیچ جایگزینی برای آن وجود ندارد. قدرت خنک‌کنندگی هلیوم مایع به این معنی است که این عنصر یک عنصر حیاتی و غیرقابل تعویض در بسیاری از اجزای مهم و مدرن است. عمده‌ترین مصرف‌کنندگان صنعتی جهانی هلیوم مایع، صنایع پزشکی، هوافضا و الکترونیک هستند. صنعت پزشکی بزرگ‌ترین مصرف‌کننده است و عمدتاً از هلیوم برای حفظ خواص ابررسانایی آهن‌ربا در کاربردهایی مانند تصاویر تشدید مغناطیسی (MRI) و تجهیزات طیف‌سنجی تشدید مغناطیسی هسته‌ای (NMR) استفاده می‌کند.

### کروژنیک

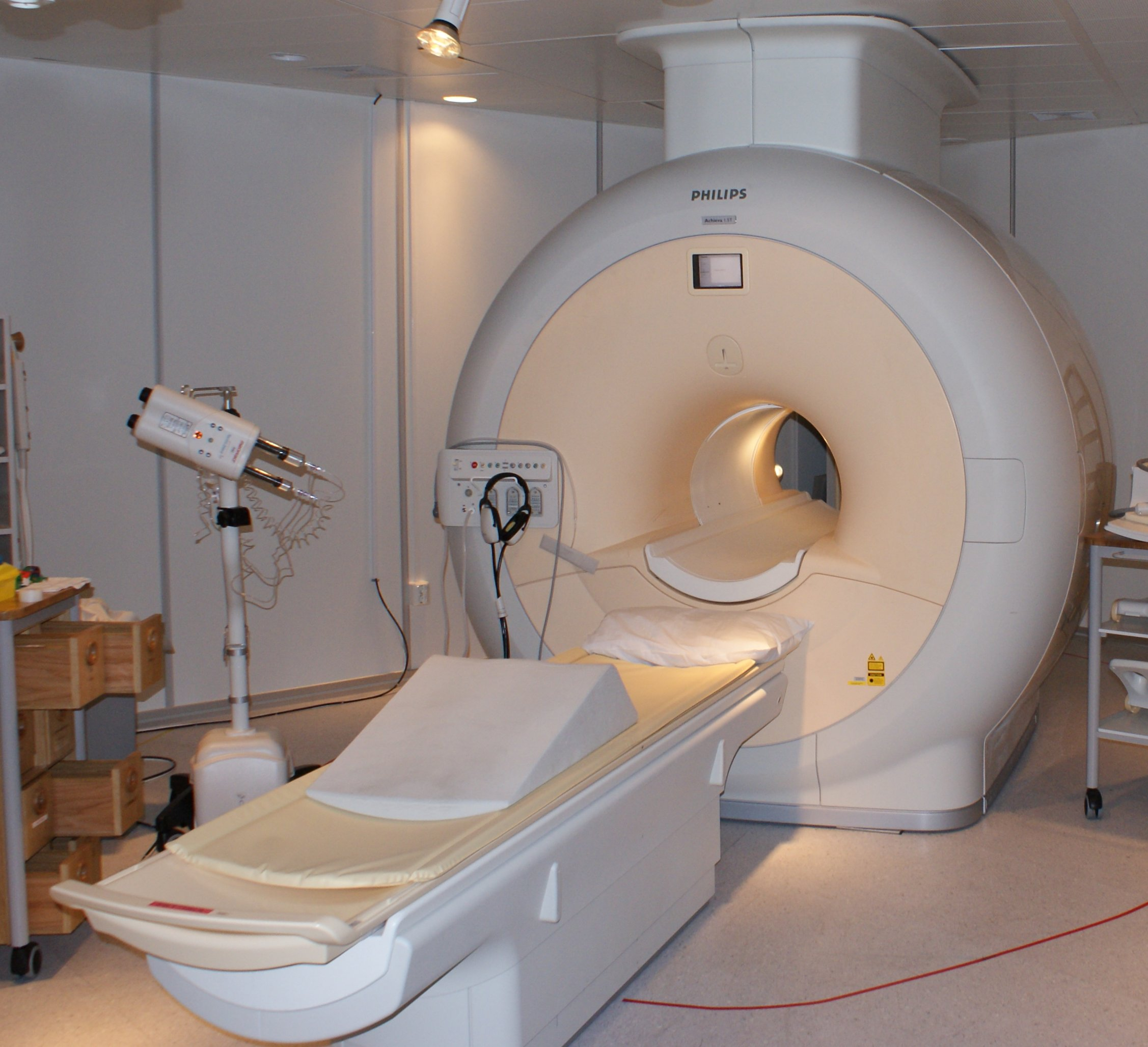
آهنرباهای ابررسانا در ام‌آرآی (MRI) با هلیوم مایع خنک می‌شود.

### ایروستاتیک

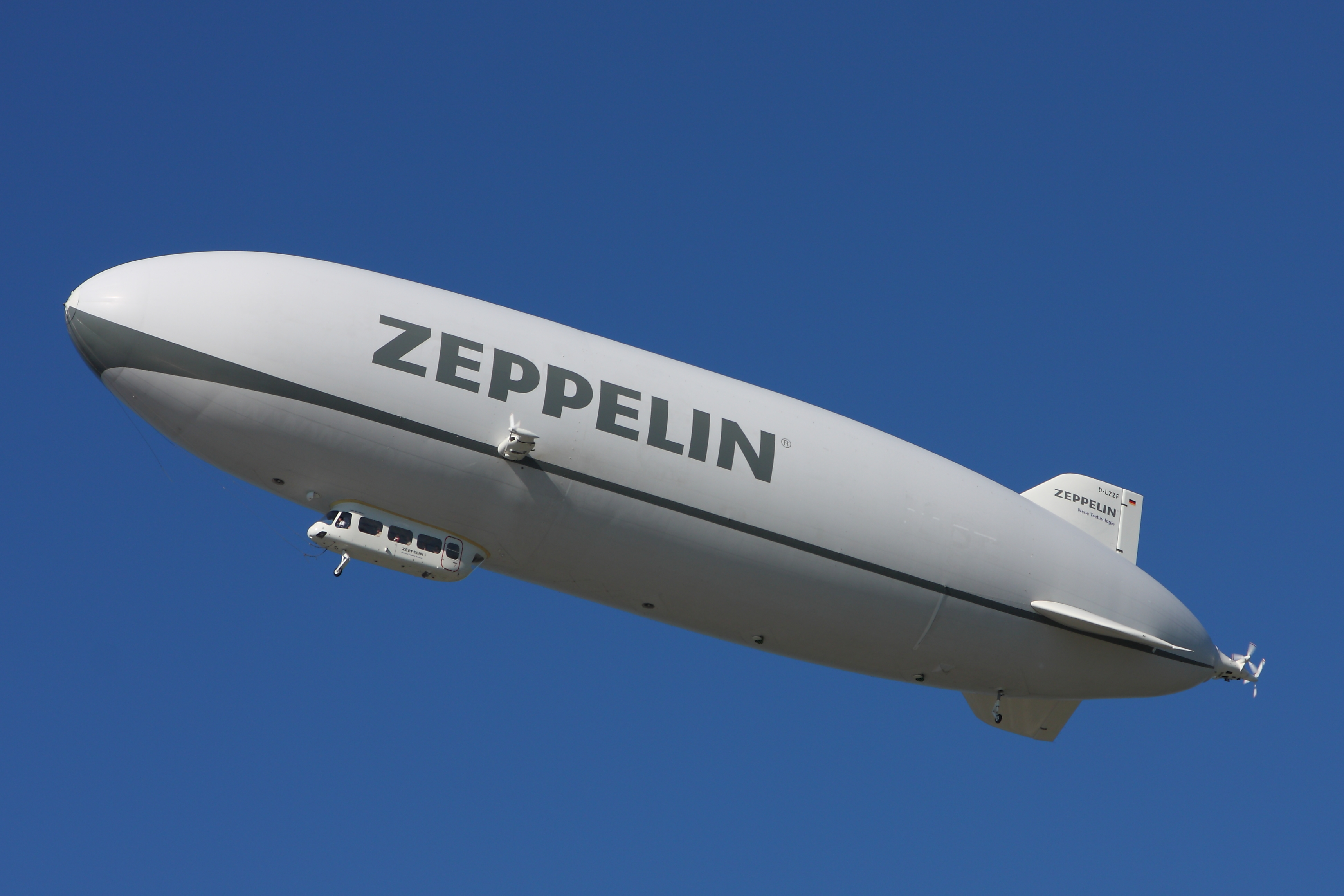
زپلین ان‌تی نام دسته‌ای از کشتی‌های هوایی است که با گاز هلیوم پر می‌شود.

### تشخیص نشت

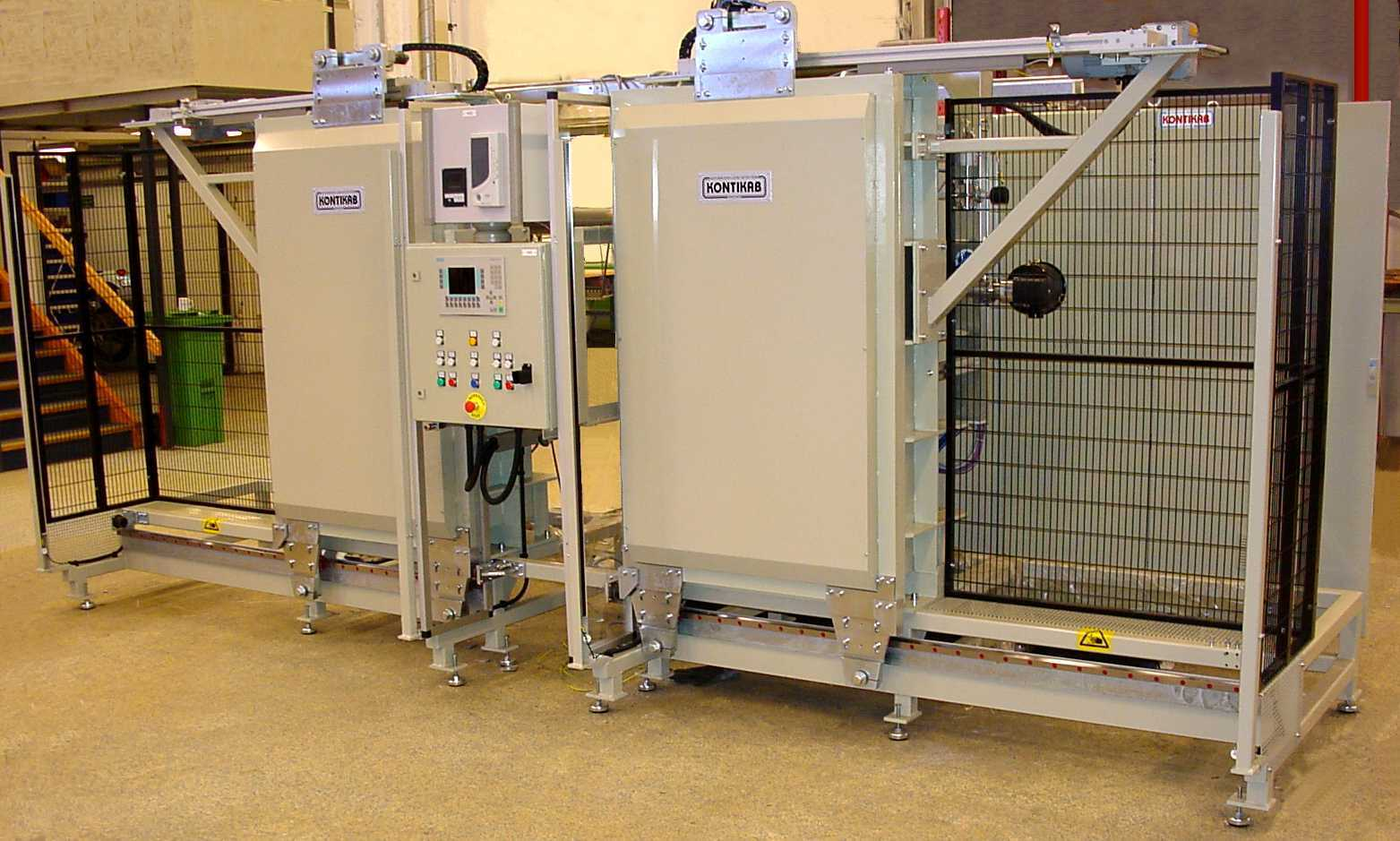
دستگاه تشخیص نشت هلیوم

### لیزر و روشنایی

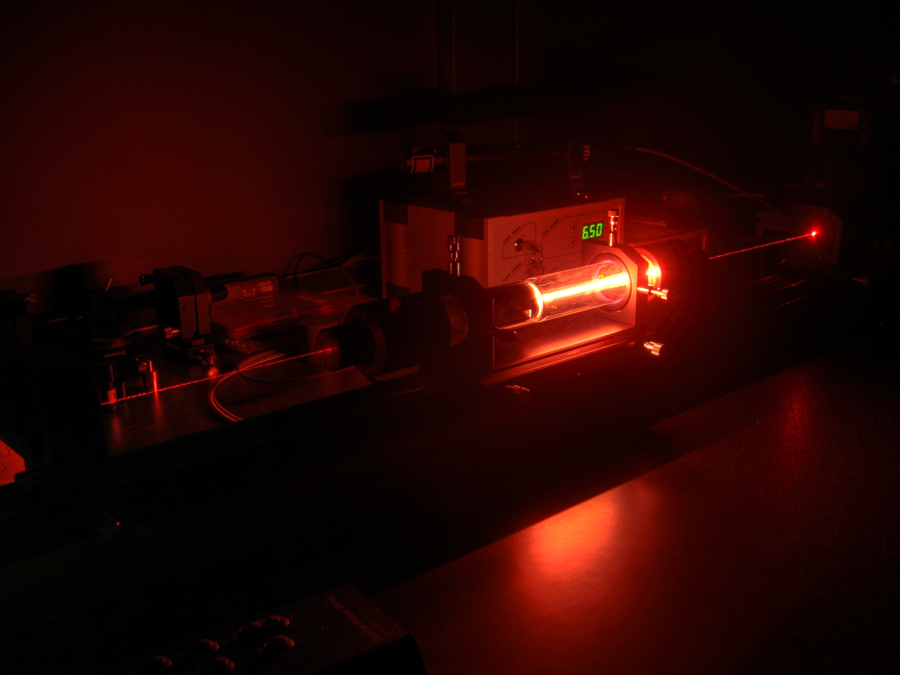
لیزر هلیوم–نئون، نوعی لیزر گازی حاوی مخلوطی از ۹۰٪ هلیوم و ۱۰٪ نئون است.

## تاریخچه

### اکتشافات علمی

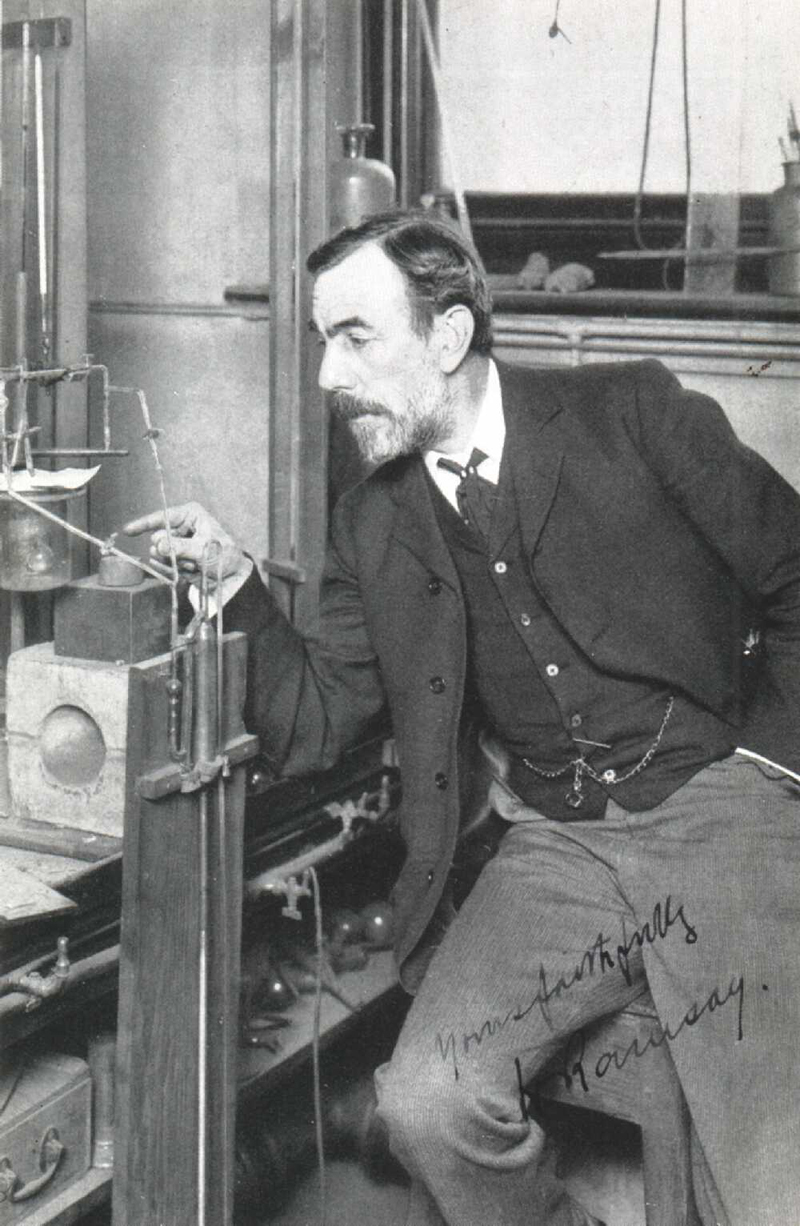
ویلیام رمزی، کاشف هلیوم بر روی زمین

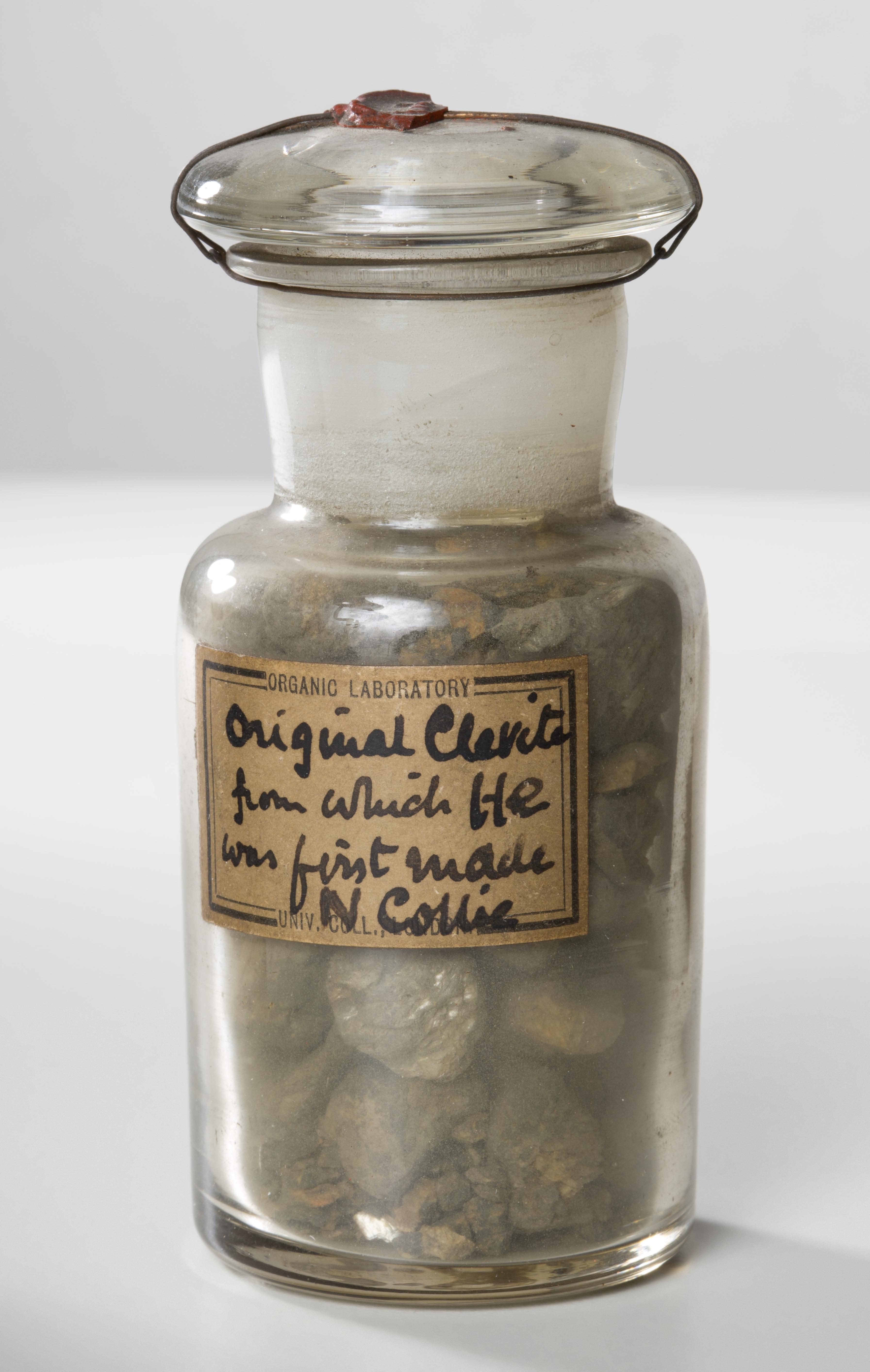
نمونه‌ای از کلویت که رمزی از آن برای تهیه اولین محصول هلیوم خالص، استفاده کرد.

نخستین نشانهٔ هلیوم در ۱۸ اوت سال ۱۸۶۸ به صورت یک میلهٔ زرد رنگ در طول موج ۵۸۷٫۴۹ نانومتر در طیف‌سنجی فام‌سپهر خورشید دیده شد. این خط زرد رنگ را ستاره‌شناس فرانسوی ژول ژانسن در هنگام یک خورشیدگرفتگی کامل در گونتور هند شناسایی کرد. نخست گمان برده شد که شاید این خط زرد، سدیم است. در ۲۰ اکتبر همان سال، ستاره‌شناس انگلیسی، نورمن لاکیر یک خط زرد رنگ در طیف‌سنجی نور خورشید پیدا کرد و چون این خط نزدیک به خط‌های شناخته شدهٔ D۱ و D۲ سدیم بود، آن را D۳ خط‌های فرانهوفر نامید. او حدس زد که این خط باید توسط یک عنصر درون خورشید که در زمین ناشناخته است، پدید آمده باشد. لاکیر و شیمی‌دان انگلیسی ادوارد فرانکلند واژهٔ یونانی ایلیوس (یا هلیوس) به معنی «خورشید» را برای این عنصر برگزیدند.
در ۱۸۸۱، فیزیک‌دان ایتالیایی، لوئیجی پالمیری، هنگامی که خط‌های طیفی D۳ گدازه‌های آتشفشان وزوو را پردازش می‌کرد توانست برای نخستین بار هلیوم را در زمین شناسایی کند.
در ۲۶ مارس ۱۸۹۵ شیمی‌دان اسکاتلندی ویلیام رمزی توانست، هلیوم کانی کلویت را با کمک اسیدهای معدنی به دام اندازد. کلویت، آمیخته‌ای از اورانینیت و دست کم ۱۰٪ عنصرهای خاکی کمیاب است. رمزی در جستجوی آرگون بود، اما پس از جداسازی نیتروژن و اکسیژن از گاز آزاد شده با کمک اسید سولفوریک، در طیف‌سنجی خود به یک خط زرد روشن رسید که با خط D۳ دیده شده در طیف‌سنجی خورشید هماهنگ بود. این نمونه‌ها از سوی لاکیر و فیزیک‌دان بریتانیایی، ویلیام کروکز به عنوان هلیوم شناسایی شد. در همان سال به صورت مستقل، دو شیمی‌دان با نام‌های پر تئودر کلیو و نیلز آبراهام لانگلت، در اوپسالای سوئد توانستند هلیوم کلویت را به دام اندازند. اندازه گازی که آن‌ها جمع‌آوری کردند، برای اندازه‌گیری دقیق وزن اتمی آن کافی بود. دانشمند آمریکایی زمین‌شیمی، ویلیام فرانسیس هیله‌براند پیش از دست‌آورد رمزی، هنگام طیف‌سنجی نمونه کانی‌های اورانینیت دریافته بود که خط‌های طیفی غیرمعمولی در نتیجه‌هایش پیدا می‌شود. اما هیلبرند گمان کرد که این خط‌های طیفی مربوط به نیتروژن است. نامهٔ تبریک او به رمزی چیزی نزدیک به یک کشف علمی در نظر گرفته می‌شود.
در سال ۱۹۰۷ ارنست رادرفورد و توماس رویدز نشان دادند که ذره‌های آلفا همان هستهٔ هلیوم‌اند. آن‌ها برای این کار، اجازه دادند تا ذره‌ها در دیوار شیشه‌ای نازک یک لولهٔ تهی نفوذ کند. سپس لوله را تخلیه کردند تا گاز تازهٔ جمع شده در آن را طیف‌سنجی کنند. در سال ۱۹۰۸ یک فیزیک‌دان هلندی به نام هایک کامرلینگ اونس توانست دمای هلیوم را به زیر یک کلوین برساند و آن را مایع کند. او در ادامه تلاش کرد تا دمای هلیوم را پایین‌تر آورد و آن را جامد کند، اما کامیاب نشد. دلیل ناکامی او این بود که هلیوم دارای نقطهٔ سه‌گانه نیست؛ یعنی دارای دمایی نیست که در آن حالت‌های جامد، مایع و گازی در تعادل باشند. پس از چند سال، در ۱۹۲۶ ویلم هندریک کیزوم که دانشجوی اونس بود توانست 1 cm۳ هلیوم را با افزودن فشار، جامد کند.
در ۱۹۳۸، فیزیک‌دان روس، پیوتر کاپیتسا دریافت که در دمای نزدیک به صفر مطلق، هلیوم-۴ تقریباً هیچ میزان گران‌روی ندارد که امروزه به این پدیده ابرشارگی گفته می‌شود. این پدیده با چگالش بوز-اینشتین مرتبط است. در سال ۱۹۷۲ همین پدیده در هلیوم-۳ اما این بار در دمایی بسیار نزدیک‌تر به صفر مطلق، دیده شد. دانشمندان آمریکایی داگلاس اوشروف، دیوید موریس لی و رابرت کلمن ریچاردسون کسانی بودند که به ابرروانروی در هلیوم-۳ پی بردند. با در نظر گرفتن جفت‌های کوپر الکترون‌ها که پدیدآورندهٔ ابررسانایی هستند، گمان می‌رود که ابرگرانروی دیده شده در هلیوم-۳ نیز به‌صورت قابل مقایسه‌ای به جفت‌شدن فرمیون‌های هلیوم-۳ در جهت تولید بوزون‌ها مرتبط است.

## ویژگی‌ها

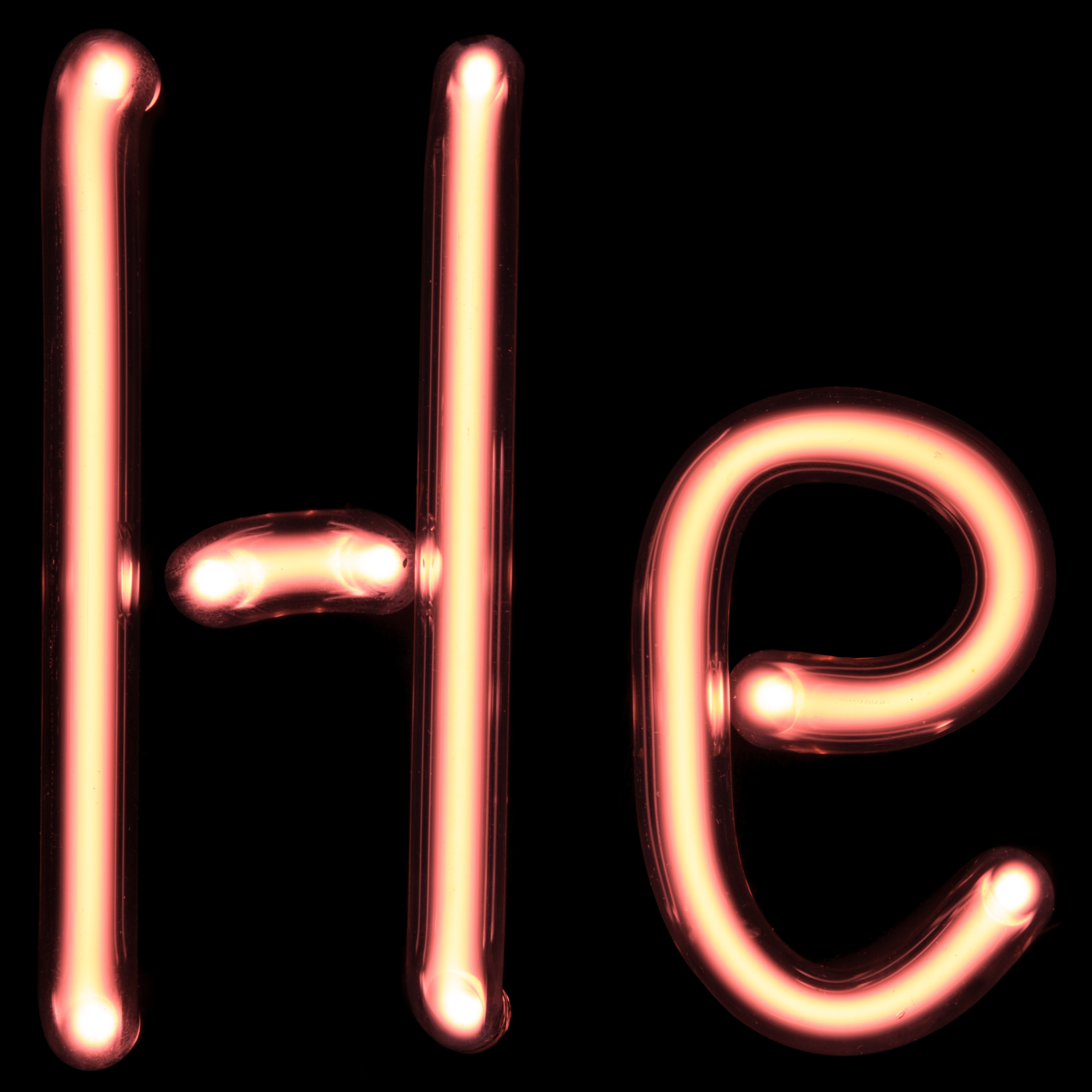
لولهٔ حاوی گاز هلیوم که به شکل نماد شیمیایی این عنصر درآورده شده است.

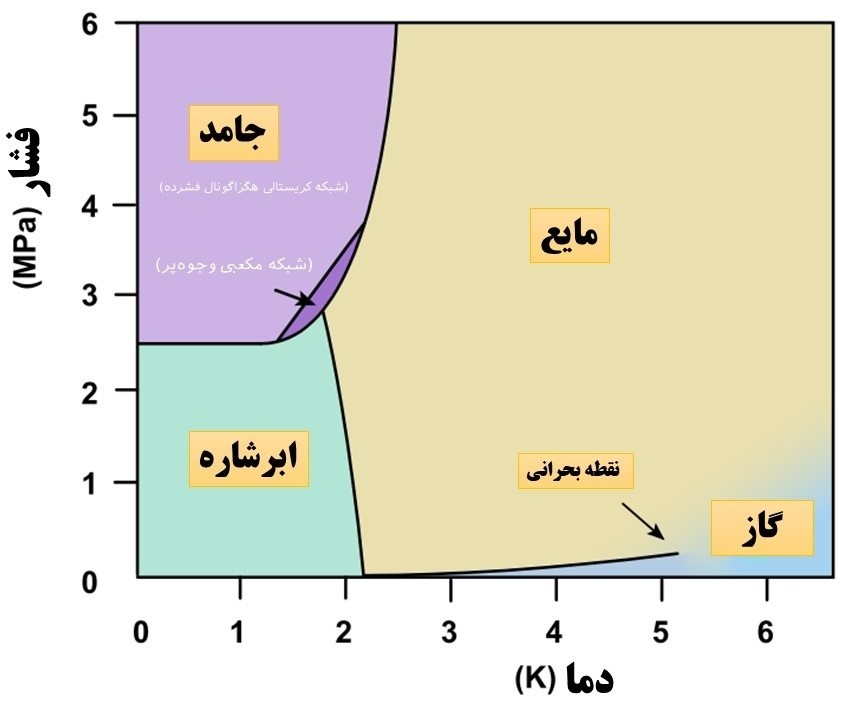
نمودار فازهای هلیوم

هلیوم یک گاز سبک، بی‌بو، بی‌رنگ، بی اثر، بدون سمیت و تک هسته‌ای است که می‌تواند مولکول‌های دواتمی ضعیف و در دمای نزدیک به صفر مطلق ایجاد کند. هلیوم کمترین نقطه ذوب را در بین عناصر دارد و نقطه جوش آن نزدیک به صفر مطلق و گرانرویش ۲۵ میکروپواز (آب = ۱۰ هزار) است. برخلاف هر عنصر دیگر، هلیوم جامد نمی‌شود اما تحت فشارهای معمولی به صورت مایع تا صفر مطلق باقی می‌ماند.
در دمای حدود منفی ۲۷۱ درجه سانتیگراد (۴۵۶- درجه فارنهایت)، هلیوم دچار یک تغییر غیرمعمول می‌شود و به صورت یک مایع باقی می‌ماند که دارای ویژگی‌های منحصر به فردی است. اشکال هلیوم به قدری متفاوت است که به آنها نام‌های مختلفی داده می‌شود. بالاتر از ۲۷۱- درجه سانتیگراد، هلیوم مایع را هلیوم I و زیر آن دما، هلیوم II نامیده می‌شود.
از هوا سبک‌تر است. قابل اشتعال نیست و فقط کمی در آب قابل حل است. هلیوم (He۲) با داشتن انحلال‌پذیری ۰٫۰۷۰۷۹۷ مول از هلیوم در هر ۵-۱۰ از مجموع مول هلیوم (حل شونده) و آب (حلال)، به‌عنوان یکی از گازهایی شناخته می‌شود که دارای کم‌ترین میزان انحلال در آب است (به‌عنوان مقایسه کسر مولی حلالیت برای گازهای CF۴ و SF۶ و C۴F۸ به ترتیب برابر با ۰٫۳۸۰۲، ۰٫۴۳۹۴ و ۰٫۲۳۷۲ به ازای هر ۵-۱۰ مول گاز حل شونده و حلال آب است).
از نظر شیمیایی بی‌اثر است. هنگامی که به صورت مایع حمل می‌شود، بسیار سرد است و تمام گازهای دیگر را جامد می‌کند. تماس با مایع باعث یخ زدگی شدید می‌شود. هلیوم مایع دارای خصوصیات ترمودینامیکی منحصر به فردی است و مایع کوانتومی نامیده می‌شود زیرا خصوصیات اتمی را در مقیاس ماکروسکوپی از خود نشان می‌دهد.
هلیوم، پس از نئون، کم واکنش‌ترین گاز نجیب و البته دومین عنصر کم واکنش پذیر در میان همه عنصرهاست. این گاز کم واکنش در همهٔ شرایط استاندارد به صورت تک‌اتمی باقی می‌ماند. هلیوم به دلیل داشتن جرم مولی نسبتاً پایین، دارای رسانش گرمایی و ظرفیت گرمایی بالایی است و سرعت صدا هم در آن، در حالت گازی، از هر گاز دیگری به جز هیدروژن، بالاتر است. همچنین به دلیل کوچکی اندازهٔ اتم هلیوم، نرخ واپخش در اجسام جامد، سه برابر بیشتر از نرخ واپخش هوا و برابر با ۶۵٪ نرخ واپخش هیدروژن است.
ضریب شکست هلیوم بیش از هر گاز دیگری به یک نزدیک است. ضریب ژول-تامسون هلیوم در دمای معمولی پیرامونش، منفی است به این معنی که اگر اجازه دهیم این گاز آزادانه افزایش حجم پیدا کند، گرم‌تر می‌شود. اما اگر هلیوم در زیر دمای وارونگی ژول-تامسون (در حدود ۳۲ تا ۵۰ کلوین در یک اتمسفر) باشد، اگر آزادانه افزایش حجم پیدا کند، دمای آن پایین می‌آید. با توجه به این ویژگی اگر دمای هلیوم از این دما پایین‌تر آمده باشد، می‌توان با افزایش حجم، آن را خنک و مایع کرد.
بیشتر هلیوم فرازمینی در حالت پلاسما یافت می‌شود. در این حالت، ویژگی‌های ماده از ویژگی‌های حالت اتمی آن بسیار متفاوت است. در حالت پلاسما، الکترون‌ها دیگر در بند هسته نیستند در نتیجه دارای رسانایی الکتریکی بسیار بالایی خواهد بود حتی اگر تنها بخشی از آن یونی شده باشد. ذره‌های باردار به شدت از میدان مغناطیسی و الکتریکی پیرامون تأثیر می‌پذیرند. برای نمونه در بادهای خورشیدی با هیدروژن یونی، ذره‌ها با مغناطیس‌سپهر اندرکنش پیدا می‌کند و باعث پدید آمدن شفق قطبی و جریان برکلند می‌شود.

### هلیوم مایع

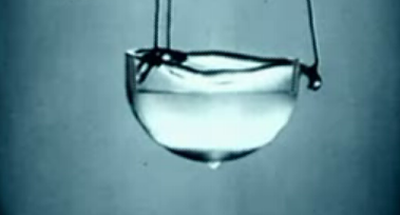
هلیوم مایع شده. هلیوم به‌تصویر کشیده شده نه تنها مایع است بلکه تا دمای ابرشارگی سرد شده است. روان شدن هلیوم از زیر ظرف شیشه‌ای به تصویر کشیده شده، نشان‌دهنده فرار خودبخودی هلیوم تا زمان خالی شدن ظرف است. انرژی پیش‌برنده این اتفاق، از انرژی پتاسیل هلیوم در حال سقوط تأمین می‌شود.

برخلاف دیگر عنصرها، هلیوم در فشار معمولی تا دمای صفر مطلق، مایع باقی می‌ماند. دلیل این پدیده را می‌توان با مکانیک کوانتوم توضیح داد: انرژی نقطهٔ صفر بسیار بالای این سامانه اجازه نمی‌دهد هلیوم جامد شود. هلیوم برای جامد شدن باید به دمایی بین ۱ تا ۱٫۵ کلوین (۴۵۷- فارنهایت یا ۲۷۲- سلسیوس) و فشاری نزدیک به ۲٫۵ مگاپاسکال برسد. معمولاً شناسایی هلیوم جامد از مایع کمی دشوار است؛ چون ضریب شکست هر دو بسیار نزدیک است. هلیوم در حالت جامد دارای نقطهٔ ذوب دقیق است، ساختار بلوری دارد و بسیار تراکم پذیر است تا حدی که با وارد کردن فشار بر آن می‌توان تا بیش از ۳۰ درصد حجم آن را کاهش داد. مدول حجمی آن نزدیک به ۲۷ مگاپاسکال است؛ یعنی تقریباً ۱۰۰ برابر بیشتر از آب تراکم‌پذیر است. چگالی هلیوم جامد در دمای ۱٫۱ کلوین و فشار ۶۶ اتمسفر، ۰٫۲۱۴ ± ۰٫۰۰۶ g/cm۳ و در دمای صفر کلوین و فشار ۲۵ بار (۲٫۵ مگاپاسکال)، ۰٫۱۸۷ ± ۰٫۰۰۹ g/cm۳ است.

#### هلیوم I
ایزوتوپ هلیوم-۴ به‌صورت یک مایع بی‌رنگ در زیر دمای نقطه جوش در ۴٫۲۲ درجه کلوین و بالای نقطه لاندا در دمای ۲٫۱۷۶۸ درجه کلوین وجود دارد که به آن هلیوم I گفته می‌شود. همانند دیگر مایعات سرمازا، هلیوم I نیز زمانی که گرم شود، به جوش می‌آید و زمانی دمایش کاهش پیدا کند، دچار انقباض می‌شود. در زیر نقطه لاندا، با این‌حال، هلیوم نمی‌جوشد و هرچه دما کاهش پیدا کند، منبسط می‌شود. هلیوم I دارای ضریب شکست برابر با ۱٫۰۲۶ است که موجب می‌شود سطح آن به‌قدری سخت شود که شناوری یونولیت بر روی آن ممکن شود و اغلب از این روش، به‌عنوان روشی برای پیدا کردن سطح هلیوم I به‌کار می‌رود.
هلیوم I گران‌روی بسیار کمی دارد و چگالی آن در گستره دمایی صفر تا چهار درجه کلوین بین ۰٫۱۴۵ تا ۰٫۱۲۵ گرم بر میلی‌لیتر است که این مقدار، یک چهارم مقداری است که توسط فیزیک کلاسیک پیش‌بینی می‌شود.
برای توضیح این خاصیت هلیوم I، به مکانیک کوانتومی نیاز است و در نتیجه هر دو حالت هلیوم مایع شناخته شده (هلیوم I و هلیوم II)، مایعات کوانتومی نامیده می‌شوند؛ به این معنی که آنها در سطح ماکروسکوپی، خواص اتمی از خود نشان می‌دهند. این موضوع ممکن است به‌خاطر نزدیکی بیش از حد نقطه جوش هلیوم به صفر مطلق باشد که موجب می‌شود جنبش تصادفی مولکولی نتواند بر روی ویژگی اتمی سایه افکند و مانع از بروز آن‌ها شود.

#### هلیوم II

برخلاف مایعات معمولی، هلیوم II، در امتداد سطوح می‌خزد تا به یک تراز یکسان در تمام سطح خود دست پیدا کند. پس از زمان کوتاهی، تراز مایع در هردو سمت محفظه، برابر می‌شود. فیلم رولین همچنین بخش داخلی محفظه بزرگ‌تر را پوشش می‌دهد. اگر محفظه بسته نباشد، هلیوم II از محفظه به بیرون فرار می‌کند.

هلیوم مایع در دمای پایین‌تر از نقطه لاندا هلیوم II نامیده می‌شود، رفتار بسیار عجیب و غیرمعمولی از خود نشان می‌دهد. به‌علت هدایت گرمایی بالا، زمانی‌که به نقطه جوش می‌رسد، به‌جای این که شروع به جوشیدن و تولید حباب کند، مستقیماً از سطح خود تبخیر می‌شود. هلیوم-۳، دارای یک فاز ابرشارگی اما فقط در دماهای خیلی کمتر است. در نتیجه، اطلاعات کمی در مورد خواص ایزوتوپ شناخته شده است.
هلیوم II یک ابرشاره است؛ حالتی از ماده در مکانیک کوانتومی (برای اطلاعات بیش‌تر به پدیده‌های کوانتومی در مقیاس ماکروسکوپی رجوع کنید) که دارای خواص غیرمعمول و عجیبی است. به‌عنوان مثال زمانی که درون یک لوله موئین به ضخامت ۷-۱۰ تا ۸-۱۰ متر جاری می‌شود، هیچ میزان گران‌روی قابل اندازه‌گیری از خود نشان نمی‌دهد. با این‌حال، موقعی‌که اندازه‌گیری گران‌روی هلیوم قرار گرفته میان دو دیسک متحرک انجام می‌شود، مقدار گران‌روی به‌دست آمده با مقدار گران‌روی برای هلیوم گازی، قابل مقایسه است. با استفاده از مدل دوجریانی برای هلیوم II این پدیده را می‌توان به‌طور نظری توضیح داد. در این مدل، در نظر گرفته می‌شود که هلیوم مایع در زیر نقطه لاندا دارای نسبتی از اتم‌های هلیوم در حالت پایه است که ابرشاره هستند و دقیقاً با گران‌روی صفر جریان پیدا می‌کنند و همچنین دارای نسبتی از اتم‌های هلیوم در حالت برانگیخته است که مانند یک سیال معمولی رفتار می‌کنند.
در اثر چشمه، محفظه‌ای ساخته می‌شود که به یک مخزن هلیوم II متصل است و از طریق یک دیسک تف‌جوش شده هلیوم ابرشاره به‌آسانی از آن چکیده می‌شود، اما هلیوم غیرشاره نمی‌تواند از آن عبور کند. اگر قسمت داخلی محفظه حرارت داده شود، هلیوم ابرشاره به هلیوم غیرابرشاره تبدیل می‌شود. به‌منظور حفظ کسر تعادل هلیوم ابرشاره، آن را از محفظه عبور داده و فشار افزایش داده می‌شود که موجب ایجاد یک چشمه به سمت بیرون محفظه نگهدارنده می‌شود.
رسانش گرمایی آن بیشتر از هر نوع ماده شناخته شده دیگری است، به‌طوری که مقدار به یک میلیون برابر هدایت گرمایی هلیوم I و چندصد برابر فلزی مانند مس می‌رسد. این ویژگی به این دلیل رخ می‌دهد که هدایت گرمایی از طریق سازوکارهای کوانتومی انجام می‌شود. اغلب موادی که رسانای خوب گرما هستند، دارای یک نوارهای هدایت و ظرفیت از الکترون‌های آزادند که به انتقال گرما کمک می‌کنند. هلیوم II فاقد چنین لایه ظرفیتی است، اما با این‌حال، گرما را به‌خوبی هدایت می‌کند. جریان گرما از معادله‌ای پیروی می‌کند که مشابه معادله موجی است که برای توصیف نحوه انتشار صوت در هوا استفاده می‌شود. زمانی که گرما آغاز می‌شود، با سرعتی برابر با ۲۰ متر بر ثانیه در دمای ۱٫۸ کلوین در هلیوم II، همانند انتقال امواج در پدیده‌ای معروف به‌نام موج دوم منتقل می‌شود.
زمانی‌که سطح هلیوم II از تراز آن پیشی بگیرد برخلاف نیروی جاذبه وارده به نمونه، در امتداد سطح حرکت می‌کند. چنانچه ظرف نمونه روباز باشد به‌شکل عجیبی از کناره‌ها از ظرف خارج می‌شود تا اینکه خود را به نواحی با دمای بالاتر برساند و در آن‌جا شروع به تبخیر شدن می‌کند. نمونه هلیوم II فارغ از سطح ماده، در یک فیلم دارای ضخامت ۳۰ نانومتری حرکت می‌کند. به این فیلم، اصطلاحاً فیلم رولین گفته می‌شود و به افتخار برنارد وی. رولین، کسی که برای اولین‌بار این ویژگی را شرح داد، نام‌گذاری شده است. در نتیجه این رفتار هلیوم می‌تواند به سرعت از طریق روزنه‌های کوچک تراوش کند و بر همین مبنا، نگهداری هلیوم مایع بسیار دشوار است. اگر محفظه‌های نگهداری هلیوم با دقت بالایی ساخته نشوند و دارای روزنه حتی در ابعاد کوچک باشند، هلیوم می‌تواند از طریق آن‌ها خارج شود تا به سطوح گرم‌تر برسد و در آن‌جا تبخیر شود. امواج منتشر شونده در طول فیلم رولینگ از همان معادله‌ای که برای توصیف موج گرانشی در آب کم عمق به‌کار می‌رود، پیروی می‌کنند، اما برخلاف جاذبه، عامل پیش‌برنده نیروی واندروالسی است. این امواج به صوت سوم معروفند.

### حالت اتمی

اتم هلیوم. در تصویر به‌نمایش درآمده، رنگ صورتی نمایان‌گر هسته اتم است و رنگ سیاه اشاره به توزیع ابر الکترونی دارد. تصویر کوچک موجود در بالای سمت راست، تصویر بزرگ‌نمایی شده از هسته اتم هلیوم-۴ است، هسته‌ای که دارای تقارن کروی و دارای ظاهری شبیه به ابر الکترونی است. البته برای هسته‌های سنگین‌تر که دارای ذره‌های هسته‌ای بیش‌تری هستند، همواره چنین شباهتی وجود ندارد.

از نقطه نظر مکانیک کوانتومی، هلیوم دومین اتم ساده پس از هیدروژن، برای ساخت مدل کوانتومی است. هلیوم متشکل از دو الکترون در حال چرخش در اوربیتال‌های اتمی است که حول یک هسته دارای دو پروتون و (معمولاً) دو نوترون قرار دارند. در مکانیک نیوتونی، برای سیستم‌های بیش از دو ذره، امکان یافتن آنالیز دقیق ریاضی وجود ندارد (برای این موضوع به مسئله سه جسم رجوع کنید) و هلیوم نیز با داشتن دو الکترون و یک هسته، یک سیستم سه‌ذره‌ای محسوب می‌شود و در نتیجه امکان انجام محاسبات ریاضی با کمک مکانیک کلاسیک برای آن وجود ندارد؛ بنابراین، روش‌های عددی ریاضی برای آنالیز آن مورد نیاز است. روش‌های محاسباتی متداول در شیمی که برای ایجاد تصویری کوانتومی از الکترون استفاده می‌شوند، در برخی از مراحل محاسبه نسبت به مقادیر واقعی، خطایی کمتر از دو درصد دارند. چنین مدل‌هایی نشان می‌دهند که هر الکترون در اتم هلیوم بخشی از هسته را پوشش می‌دهد که در نتیجه چنین پوششی، بار مؤثر هسته‌ای که هر الکترون با آن مواجه است، حدود ۱٫۶۹ واحد است و نه دو واحد؛ که به‌طور کلاسیک از یک هسته نپوشیده هلیوم انتظار می‌رود.

#### پایداری هسته هلیوم-۴
هسته اتم هلیوم-۴ برابر یک ذره آلفا است. آزمایش‌های انرژی بالای تفرق الکترونی نشان می‌دهد که بار هسته همانند چگالی ابر الکترون هرچه از مرکز اتم دور شویم کمتر می‌شود. این تقارن در توزیع بار نمایان‌گر یکی از اصول زیربنایی فیزیک است. اصلی که می‌گوید دو نوترون و دو پروتون موجود در هسته اتم هلیوم همانند دو الکترونی که به دور هسته می‌چرخند، از قواعد یکسان کوانتومی پیروی می‌کنند اگرچه نوع پتانسیل پیوندی هسته‌ای برای ذره‌های هسته‌ای متفاوت است، به‌طوری که همه این فرمیون‌ها به‌شکل کامل اوربیتال‌های 1s را اشغال می‌کنند و هیچ‌کدام دارای ممان زاویه‌ای اوربیتالی نیستند، چراکه هر یک اسپین ذاتی دیگری را خنثی می‌کنند. افزودن به هر کدام از این ذره‌ها، نیازمند ممان زاویه‌ای است و در نتیجه آن، انرژی کمتری آزاد می‌کند در حقیقت، هیچ هسته‌ای با پنج ذره هسته‌ای پایدار نیست. این آرایش از لحاظ انرژی برای همه این ذره‌ها بسیار پایدار است و این پایداری عامل حقایق بسیار مهمی در مورد ذات و طبیعت هلیوم است. برای مثال پایداری و انرژی کم ابر الکترونی در هلیوم عامل بی‌میلی و واکنش پذیری بسیار کم این اتم است. همچنین، عدم برهم‌کنش اتم‌های هلیوم با یکدیگر، موجب می‌شود که هلیوم دارای پایین‌ترین نقطه ذوب و جوش در بین تمامی عناصر باشد.
به‌صورت مشابهی، پایداری ویژه ذره‌های هسته‌ای هلیوم-۴ از لحاظ انرژی، موجب ایجاد اثرات مشابهی می‌شود که در نتیجه آن، تولید هلیوم-۴ بر اثر واکنش‌های اتمی در فرایندهای هم‌جوشی یا شکافت ذره‌های سنگین آسان می‌شود. برخی از اتم‌های پایدار هلیوم-۳ (۲ پروتون و ۱ نوترون)، در واکنش هم‌جوشی هیدروژن تولید می‌شوند. با این‌حال، مقدار تولید شده در مقایسه با هلیوم-۴ که محصول بسیار مطلوب‌تری به حساب می‌آید، بسیار کم است و کسر بسیار کوچکی را شامل می‌شود. پایداری غیرمعمولی هسته هلیوم-۴ از لحاظ کیهان‌شناسی دارای اهمیت است، چراکه این پایداری، این حقیقت را توضیح می‌دهد که در چند دقیقه اول پس از مه‌بانگ، مخلوط اولیه کیهانی مملو از پروتون‌ها و نوترون‌ها با نسبت شش به یک، تا دمایی سرد شد که امکان تشکیل پیوندهای هسته‌ای فراهم شد و تقریباً تمامی ترکیب‌های اتمی اولیه مصرف شدند تا هسته هلیوم-۴ تشکیل شود.
قدرت اتصال اجزای هلیوم-۴ و میزان پایداری کلی آن به قدری زیاد بود که موجب شد تقریباً تمامی نوترون‌های آزاد ظرف همان چند دقیقه ابتدایی و قبل از این‌که بتوانند دچار فروپاشی بتا شوند، مصرف شوند. علاوه‌بر این، مقدار کمی از نوترون‌های باقی مانده در تولید اتم‌های سنگین‌تر مانند لیتیم، بریلیوم یا بور مصرف شدند. انرژی بستگی هسته هلیوم-۴ برای هر ذره هسته‌ای قوی‌تر از هرکدام از این عناصر سنگین‌تر تولید شده است (برای مقایسه به هسته‌زایی و انرژی بستگی رجوع کنید) که این پایداری موجب شد اتم‌های هلیوم تشکیل شده در دقایق اولیه شکل‌گیری کیهان، انرژی کافی برای هم‌جوشی اتم‌های هلیوم و ساخته شدن اتم‌های سنگین‌تر مانند لیتیم، بریلیم و بور در دسترس قرار نداشته باشد. انجام هم‌جوشی هسته‌ای و تبدیل هلیوم به عنصری سنگین‌تر مانند کربن که در مقایسه با هلیوم دارای انرژی کمتری به‌ازای هر ذره هسته‌ای است، واکنشی نامطلوب و نیازمند انرژی زیاد است.
با این‌حال، به‌علت نبود فلز واسطه، این فرایند نیازمند این است که سه هسته هلیوم طی فرایند آلفا سه‌گانه تقریباً به‌طور همزمان با یکدیگر برخورد کنند. در دقایق اولیه تشکیل کیهان و قبل از اینکه دما و فشار کیهان بر اثر انبساط به‌حدی کاهش یابد که دیگر امکان تبدیل هلیوم به کربن وجود نداشته باشد، زمان زیادی برای شکل‌گیری مقدار زیادی کربن وجود نداشته است. این موضوع موجب شد که نسبت هیدروژن به هلیوم در اوایل شکل‌گیری کیهان عددی بسیار نزدیک باشد، همان عددی که امروزه نیز مشاهده می‌شود. مجموع جرم هیدروژن سه برابر مجموع جرم هلیوم-۴ موجود در کیهان است. تمام عناصر سنگین‌تر از جمله آنهایی که برای تشکیل سیاره‌های سنگی مانند زمین و تشکیل حیات کربنی لازم هستند پس از مه‌بانگ در ستارگان ساخته می‌شوند؛ مکانی که میزان هلیوم، دما و فشار کافی وجود دارد. تمامی عناصر دیگر به‌جز هیدروژن و هلیوم، امروزه مجموعاً تنها دو درصد از کل جرم اتمی مواد موجود در کیهان را تشکیل می‌دهند هلیوم-۴ تشکیل دهنده ۲۳ درصد از جرم ماده معمولی (به‌جز هیدروژن) موجود در کیهان است.

## ایزوتوپ‌ها

نمودار انرژی بستگی برای هر یک از نوکلئون‌های ایزوتوپ‌های متداول: انرژی بستگی برای هر نوکلئون هلیوم-۴، به‌صورت قابل ملاحظه‌ای بزرگ‌تر از نوکلئون‌های نزدیک است.

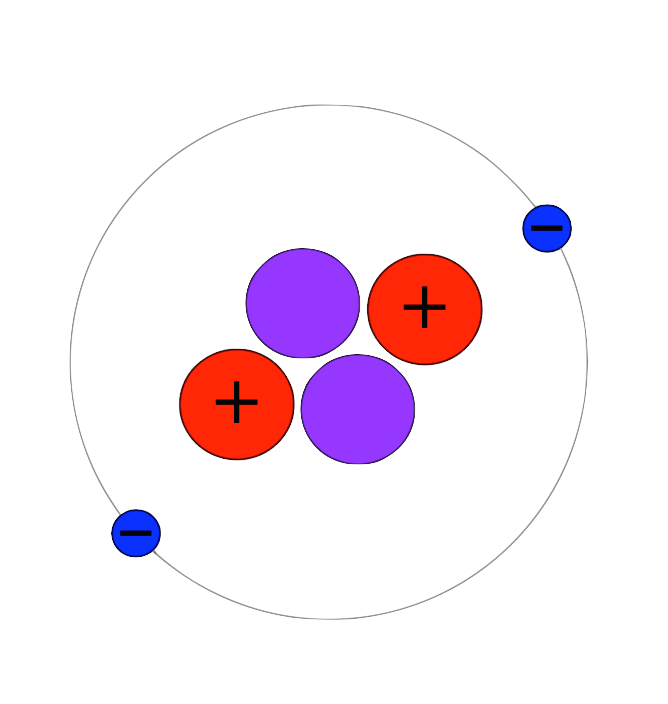
هلیوم-۴ این ایزوتوپ پایدار بوده و فراوان‌ترین ایزوتوپ هلیوم در زمین است.

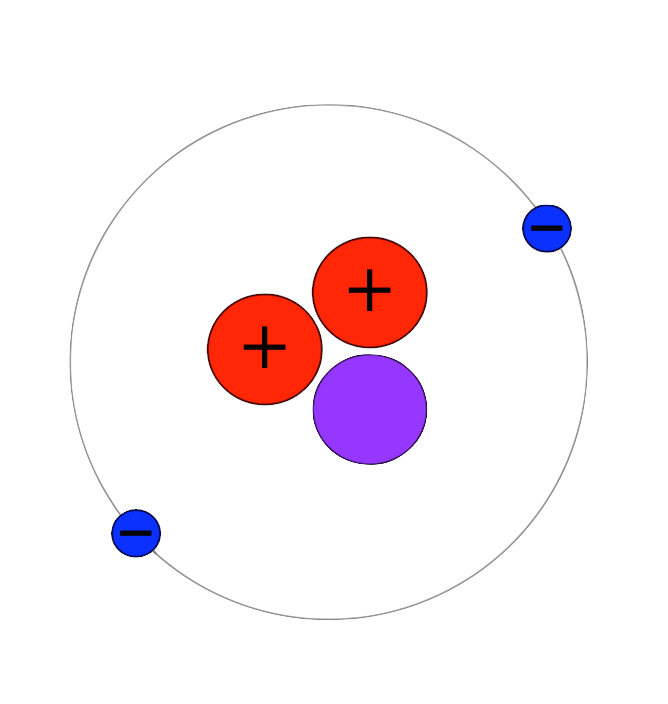
از هلیوم-۳ به عنوان سوخت در تحقیقات مربوط به رآکتورهای همجوشی هسته ای استفاده می‌شود.

تا کنون ۹ ایزوتوپ برای هلیوم پیدا شده است که از میان آن‌ها هلیوم-۳ و هلیوم-۴ تنها ایزوتوپ‌های پایدار آن‌اند. در هواکرهٔ زمین در برابر هر یک اتم هلیوم-۳، یک میلیون هلیوم-۴ وجود دارد. برخلاف بیشتر عنصرها، فراوانی ایزوتوپ‌های هلیوم بسته به منبع تولید و فرایند پدیداری شان بسیار متفاوت است. فراوان‌ترین ایزوتوپ آن، هلیوم-۴ در زمین از راه واپاشی آلفای عنصرهای پرتوزای سنگین تر تولید می‌شود. پرتوهای آلفای تابیده شده همگی هسته‌های یونیزه شدهٔ هلیوم-۴اند. هلیوم-۴ به طرز غیرمعمولی هستهٔ پایداری دارد چون ذره‌های هسته‌ای آن از آرایش الکترونی پایداری برخوردارند. این ایزوتوپ‌ها در جریان هسته‌زایی مه‌بانگ به فراوانی تولید شدند.
هلیوم-۳ به مقدار بسیار ناچیز یافت می‌شود که بیشتر آن از هنگامهٔ ساخت زمین به جای مانده است. گاهی هلیومِ گیر افتاده در گرد و غبار کیهانی هم وارد زمین شده است. همچنین در اثر واپاشی بتای تریتیوم هم اندکی هلیوم-۳ تولید می‌شود. در سنگ‌های پوستهٔ زمین ایزوتوپ‌هایی از هلیوم پیدا می‌شود که نسبت یک به ده دارد. با توجه به این نسبت‌ها می‌توان دربارهٔ منشأ سنگ‌ها و ساختار گوشتهٔ زمین پژوهش کرد. هلیوم بیش از همه به عنوان محصول واکنش‌های همجوشی در ستاره‌ها پیدا می‌شود؛ بنابراین در محیط‌های میان ستاره‌ای نسبت هلیوم-۳ به هلیوم-۴ نزدیک به صد برابر بیشتر از نسبت آن در زمین است. در ماده‌های فرازمینی مانند سنگ‌های موجود در ماه یا سیارک‌ها می‌توان ردّ پای هلیوم-۳ را از هنگامی که در اثر بادهای خورشیدی پرتاب شدند، پیدا کرد. غلظت هلیوم-۳ موجود در ماه، ۰٫۰۱ ppm است که بسیار بالاتر از مقدار آن، ۵ ppt (یک بخش در تریلیون) در هواکرهٔ زمین است. دسته‌ای از دانشمندان از جملهٔ آن‌ها جرالد کالسینسکی در سال ۱۹۸۶ پیشنهاد دادند که در سطح ماه جستجو شود و از معدن‌های هلیوم-۳ آن برای واکنش همجوشی هسته‌ای بهره‌برداری شود.
هلیوم-۴ مایع را می‌توان با کمک خنک‌کننده تبخیر ویژه تا نزدیک به ۱ درجه کلوین سرد کرد. روش سردسازی هلیوم-۳ مانند هلیوم-۴ است؛ با این تفاوت که هلیوم-۳ نقطهٔ جوش پایین‌تری (نزدیک به ۰٫۲ کلوین) دارد و این فرایند در سردساز هلیوم-۳ روی می‌دهد. اگر بخواهیم مخلوطی از هلیوم-۳ و هلیوم-۴ با نسبت‌های برابر در زیر ۰٫۸ کلوین داشته باشیم این دو به به دلیل ناهمانندی، به صورت دو بخش مخلوط نشدنی از هم جدا می‌شوند. اتم‌های هلیوم-۴ را بوزونها تشکیل می‌دهد در حالی که در هلیوم-۳ فرمیونها سازندهٔ اتم‌ها هستند. این ویژگی هلیوم در یخچال‌های رقیق‌سازی برای رسیدن به دمای چند میلی‌کلوین به کار می‌آید.
می‌توان به صورت آزمایشگاهی هم ایزوتوپ هلیوم درست کرد، اما این ایزوتوپ‌ها خیلی زود به دیگر ماده‌ها دگرگون می‌شوند. برای نمونه، می‌توان از هلیوم-۵ یاد کرد که دارای کوتاه‌ترین نیمه‌عمر،  ۷٫۶×۱۰−۲۲ ثانیه است. پس از آن هلیوم-۶ است که تابش بتا و نیمه عمر ۰٫۸ ثانیه دارد. هلیوم-۷ ذرات بتا و پرتوی گاما می‌تاباند. هلیوم-۷ و هلیوم-۸ هر دو در شرایط ویژهٔ واکنش‌های هسته‌ای پدید می‌آیند. معلوم شده است که هم هلیوم-۶ و هم هلیوم-۸ از خود پدیده‌ای به‌نام هاله هسته‌ای نشان می‌دهند. این موضوع به این معنی است که شعاع به‌دست آمده برای آن‌ها بسیار بیشتر از مقدار پیش‌بینی شده توسط مدل‌های اندازه‌گیری مانند مدل سقوط مایع است.

## ترکیبات

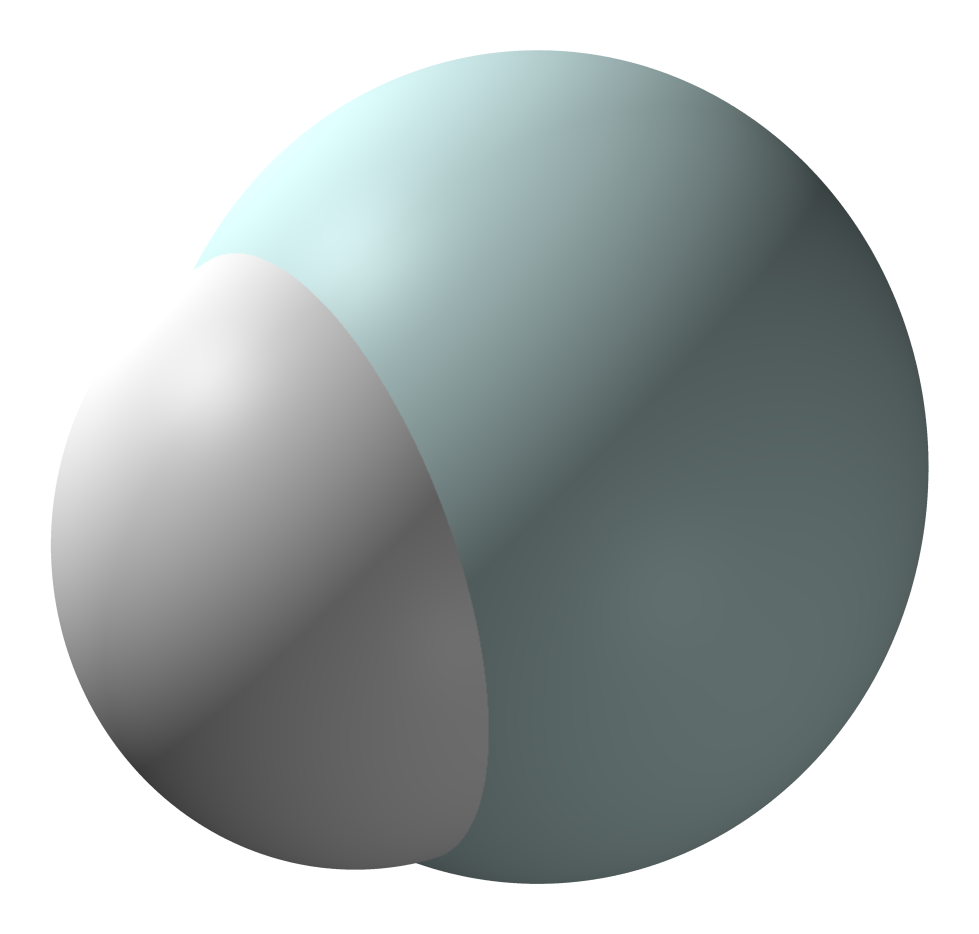
ساختار یون هلیوم هیدرید (^{+}HHe)

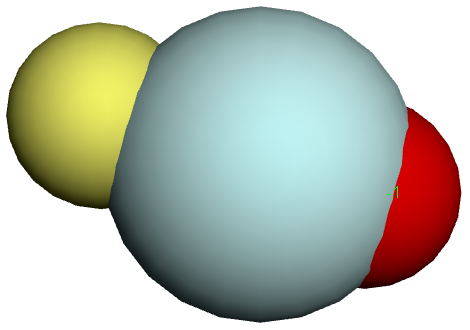
ساختار آنیون فلوئوروهلیات (^{−}OHeF)

هلیوم دارای ظرفیت صفر است و درنتیجه از لحاظ شیمیایی در شرایط معمول، یک عنصر واکنش‌ناپذیر است. هلیوم یک عایق الکتریسیته محسوب می‌شود، مگر این‌که یونیزه شود. همانند سایر گازهای نجیب، هلیوم نیز دارای سطوح انرژی شبه‌پایدار است که موجب می‌شود این عنصر در صورت وجود بار الکتریکی با ولتاژی کمتر از پتانسیل یونیزاسیون خود، یونیزه باقی بماند. هلیوم می‌تواند در زمانی که تحت تخلیه تابشی، بمباران الکترونی یا تبدیل شدن به پلاسما تحت شرایط دیگر، قرار می‌گیرد، با عناصری مانند تنگستن، فلورید، گوگرد و فسفر ترکیبات ناپایداری موسوم به برانگیخته‌پار تشکیل دهد. ترکیبات مولکولی مانند هلیوم نئون (HeNe)، جیوه هلیوم (HgHe۱۰)، تنگستن هلیوم (WHe۲) و گونه‌های مولکولی یونی مانند He۲+ ،He۲+ ،HeH و +HeD به‌این صورت ساخته می‌شوند. ترکیب +HeH دارای حالت پایه پایدار است، اما فوق‌العاده واکنش‌پذیر است؛ به‌طوری که قوی‌ترین اسید برونستدی است که تاکنون شناخته شده است؛ بنابراین می‌تواند تنها به صورت جداشده وجود داشته باشد، زیرا هرنوع مولکول یا یون مخالفی که در مجاورت آن قرار بگیرد، پروتون‌دار می‌شود. این روش همچنین موجب تولید مولکول هلیوم گازی (He۲) و مولکول جیوه هلیوم (HgHe) شده است. ترکیبات وان‌دروالسی هلیوم مانند لیتیم هلیوم (LiHe) و مولکول هلیوم (He۲)، می‌توانند با سرد کردن گاز هلیوم و اتم‌های برخی دیگر از مواد، تولید شوند.
وجود ترکیبات واقعی دیگری مانند هلیوم فلوئوروهیدرید (HHeF) که مشابه آرگون فلوروهیدرید است و در سال ۲۰۰۰ کشف شد نیز به صورت نظری نیز ممکن است. محاسبات نشان می‌دهد که دو ترکیب جدید حاوی پیوند هلیوم-اکسیژن می‌تواند پایدار باشد. دو گونه جدید مولکولی CsFHeO و N(CH۳)۴FHeO که به‌صورت نظری پیش‌بینی شدند، مشتق‌هایی از یک آنیون −FHeO ناپایدار هستند که برای اولین‌بار در سال ۲۰۰۵ به صورت نظری توسط یک گروه تحقیقاتی تایوانی وجود آن پیش‌بینی شد. اگر تحقیقات آن را تأیید نماید، تنها عنصری که هنوز هیچ ترکیب پایداری از آن گزارش نشده، عنصر نئون خواهد بود.
اتم‌های هلیوم می‌توانند با اعمال حرارت و تحت فشار زیاد به درون ساختار توخالی قفس کربنی مولکول فولرن وارد شوند. به این نوع مولکول‌های فولرن که دارای گونه خارجی مانند اتم، یون یا خوشه مولکولی در داخل ساختار قفس‌مانند خود هستند، اصطلاحاً فولرن اندوهدرال گفته می‌شود که در دماهای بالا نیز پایدارند. زمانی‌که مشتق‌های این نوع فولرن‌ها تشکیل می‌شوند، هلیوم در داخل ساختار قفس مانند فولرن باقی می‌ماند. اگر هلیوم-۳ برای این منظور استفاده شود، به‌آسانی می‌توان حضور آن را با کمک طیف‌سنجی تشدید مغناطیسی هسته‌ای مشخص کرد.
بسیاری از فولرن‌های حاوی هلیوم-۳ گزارش شده‌اند. اگرچه، اتم‌های هلیوم به صورت کووالانسی یا یونی به ساختار فولرن متصل نشده‌اند، با این‌حال ترکیب فولرن حاصل، مانند تمامی ترکیب‌های شیمیایی استوکیومتری دارای خواص و ترکیب منحصر به‌فرد و مشخص است. تحت فشار زیاد، هلیوم می‌تواند ترکیباتی با عناصر مختلف را تشکیل دهد. کریستال‌های ترکیب کلاترات هلیوم-نیتروژن (۱۱(N۲)He) در دمای اتاق و تحت فشار ۱۰ گیگاپاسکال درون یک سلول سندان الماس رشد داده شده‌اند. مشخص شده است که ترکیب الکترید سدیم هلیوم (Na۲He) که یک عایق الکتریسیته است، در فشار بالای ۱۱۳ گیگاپاسکال، به‌صورت ترمودینامیکی پایدار است. این مولکول دارای ساختاری فلئوریتی است.

## فراوانی و تولید
هلیوم دومین عنصر فراوان بعد از هیدروژن در کیهان و در منظومه شمسی است و حدود ۱۱٫۳ درصد از کل اتم‌های جهان را تشکیل می‌دهد. حدود ۸۸٫۶ درصد از کل اتم‌های جهان هیدروژن هستند؛ بنابراین، حداقل ۹۹٫۹ درصد از کل اتم‌ها شامل اتم‌های هیدروژن یا هلیوم هستند. در مقابل، هلیوم در زمین بسیار نایاب است. این گاز پس از نیتروژن، اکسیژن، آرگون، دی‌اکسید کربن و نئون ششمین گاز فراوان در جو است که تقریباً ۰٫۰۰۰۵۲۴ درصد هوا را تشکیل می‌دهد. تخمین میزان هلیوم در پوسته زمین غیرممکن است. این گاز هنگام خراب شدن اورانیوم و سایر عناصر رادیواکتیو تولید می‌شود. اما اغلب تقریباً بلافاصله به جو فرار می‌کند
به‌طوری‌که قیمت هلیوم در ۱۵ سال اخیر ۵۰۰ درصد افزایش پیدا کرده است. در ژوئن ۲۰۱۶ مقادیر بزرگی از هلیوم در صحرای موسوم به کافت شرق آفریقا در تانزانیا کشف شد. براساس برآوردها، میزان ذخیره این میدان ۵۴ میلیارد متر مکعب است که می‌تواند نیاز چندین سال بشر را تأمین کند. فعالیت آتشفشانی در کافت شرق آفریقا باعث انتشار گاز هلیوم در صخره‌های کهن می‌شود که در نهایت در میدان‌های کم‌عمق‌تر گاز به تله می‌افتد.

### منابع طبیعی

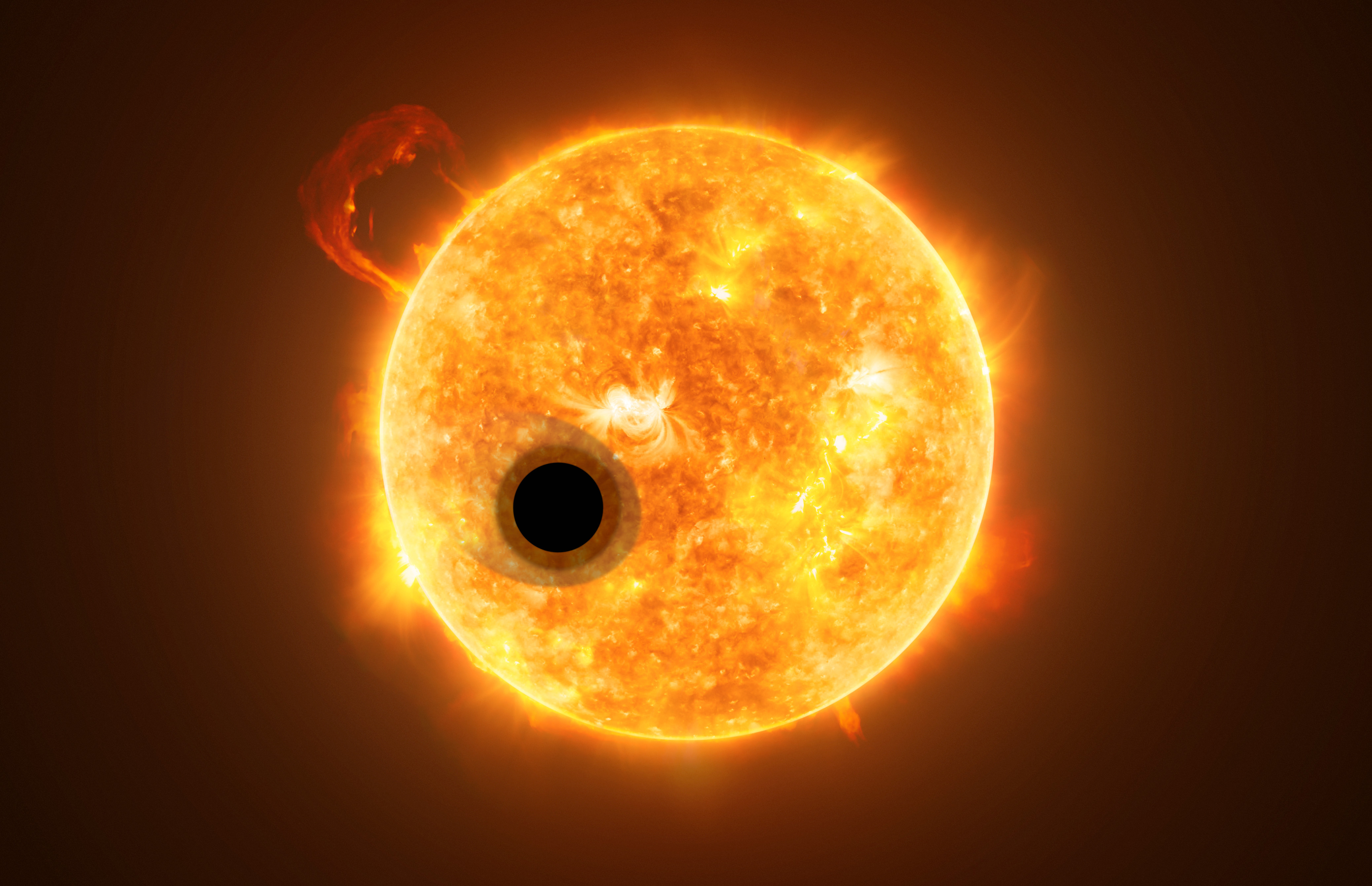
WASP-107b سیاره فراخورشیدی است که در فاصلهٔ تقریباً ۲۰۰ سال نوری در صورت فلکی سنبله قرار دارد و برای نخستین بار در جو سیاره‌ای فراخورشیدی هلیوم شناسایی شد.

#### استخراج و استفاده

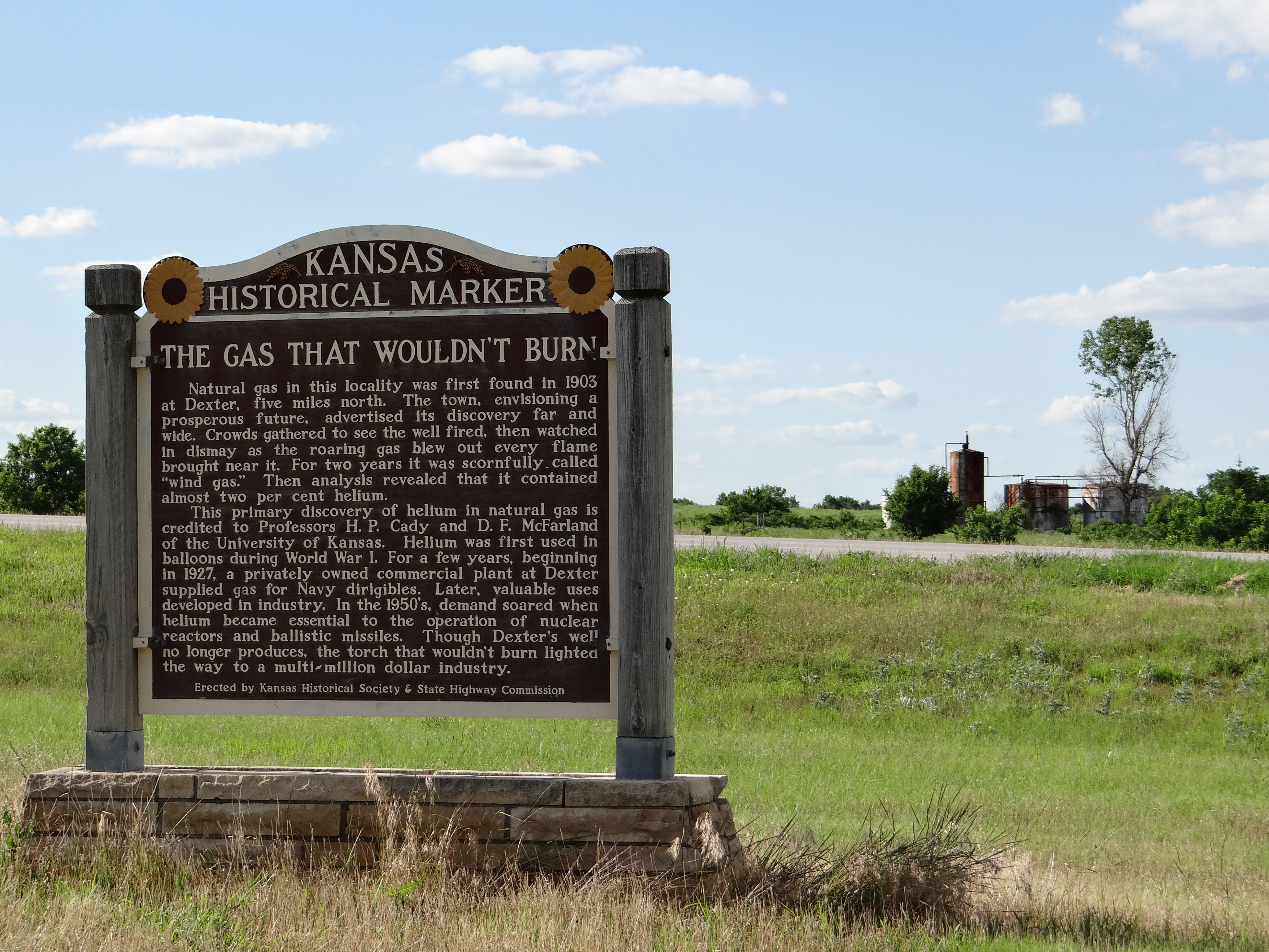
بنای یادبود تاریخی در نزدیکی دکستر، کانزاس در ایالات متحده آمریکا، که اشاره به منبع عظیم هلیوم کشف شده در این محل دارد.

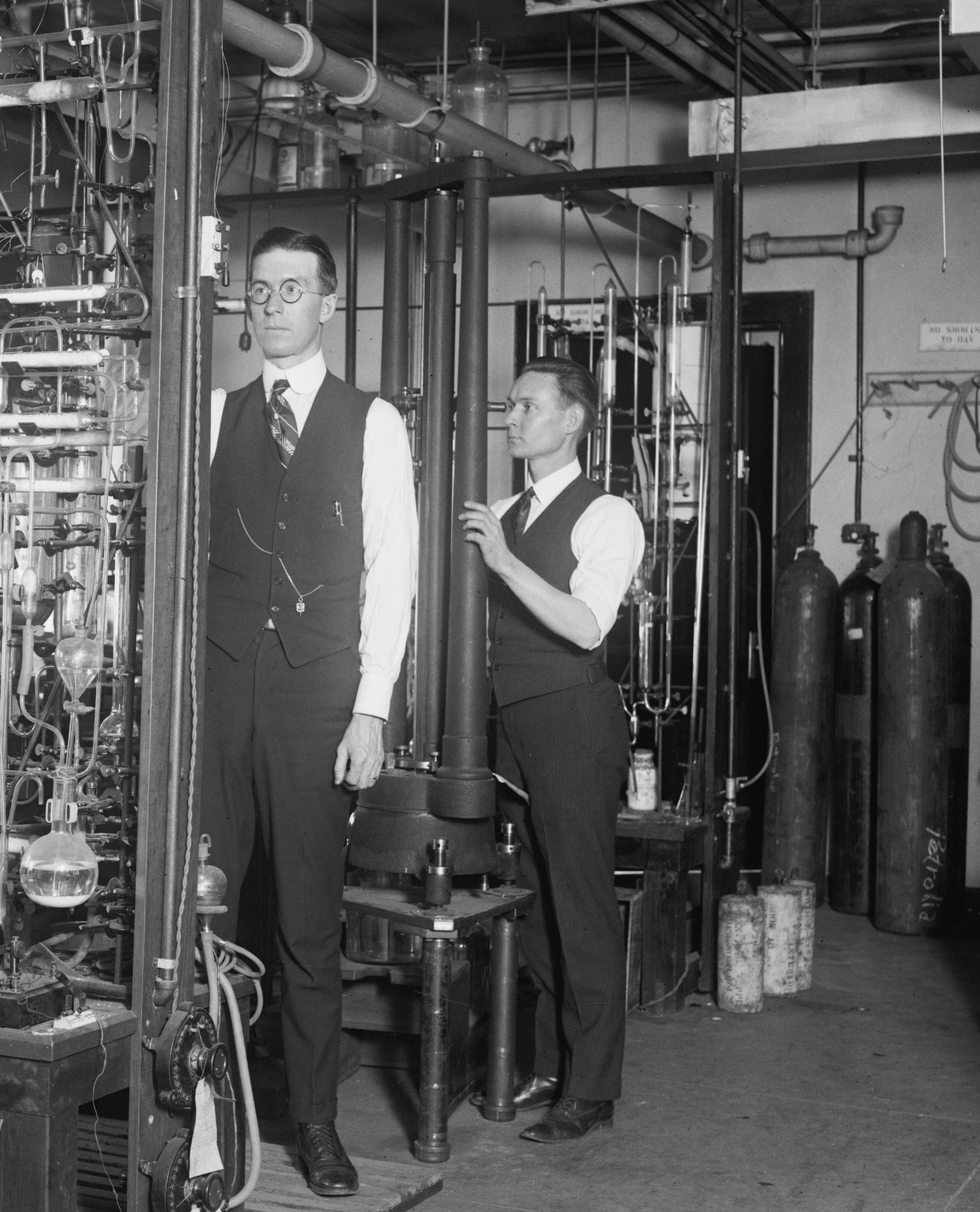
تولید گاز هلیوم در ۸ مارس ۱۹۲۳

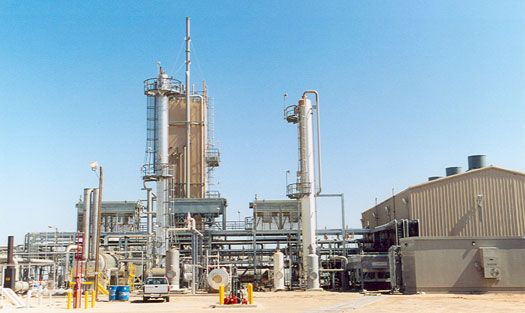
واحد غنی سازی هلیوم خام در میدان گازی کلیفساید.

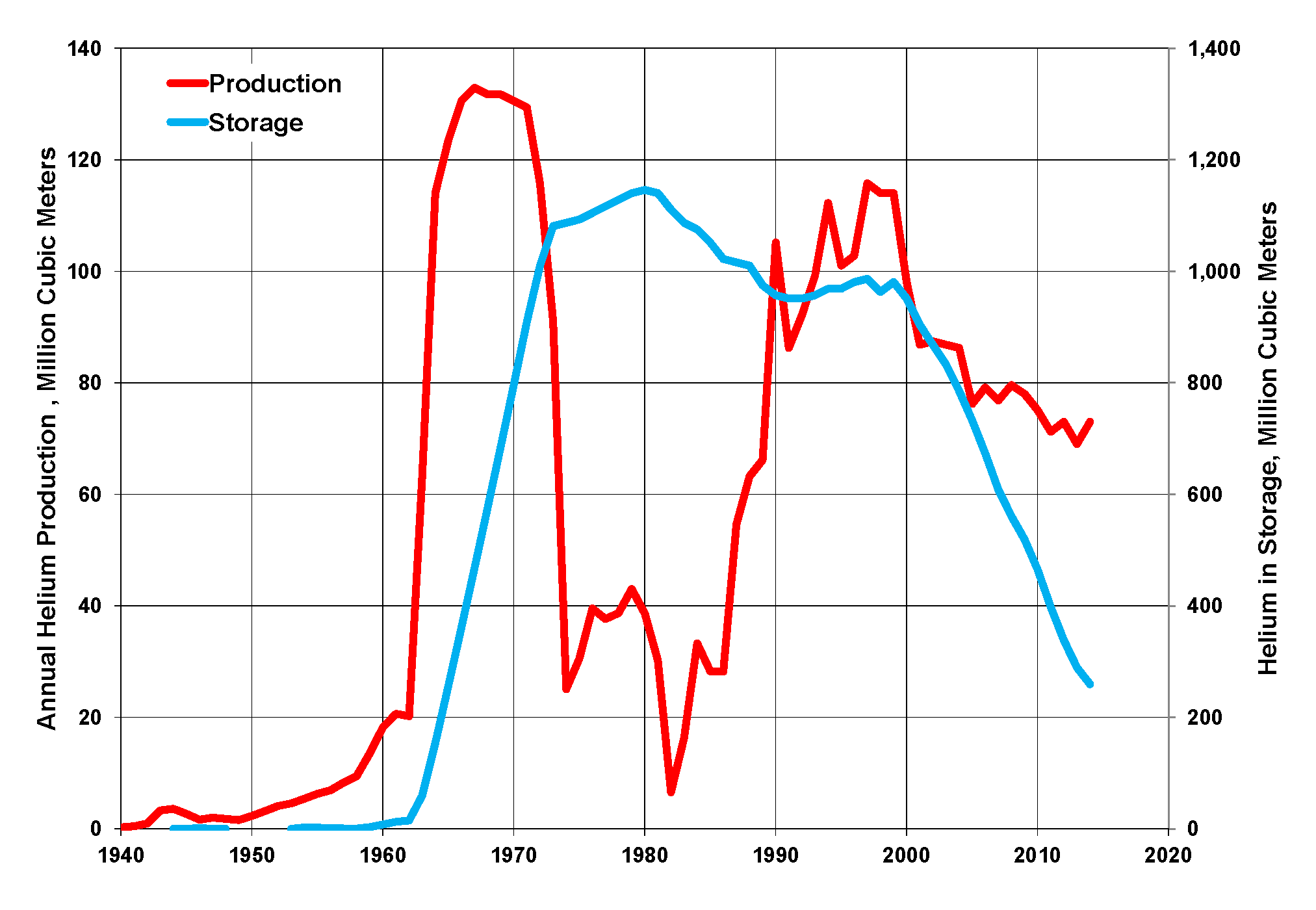
میزان تولید و ذخیره‌سازی هلیوم در ایالات متحده، ۱۹۴۰ تا ۲۰۱۴ (بر اساس داده‌های USGS)

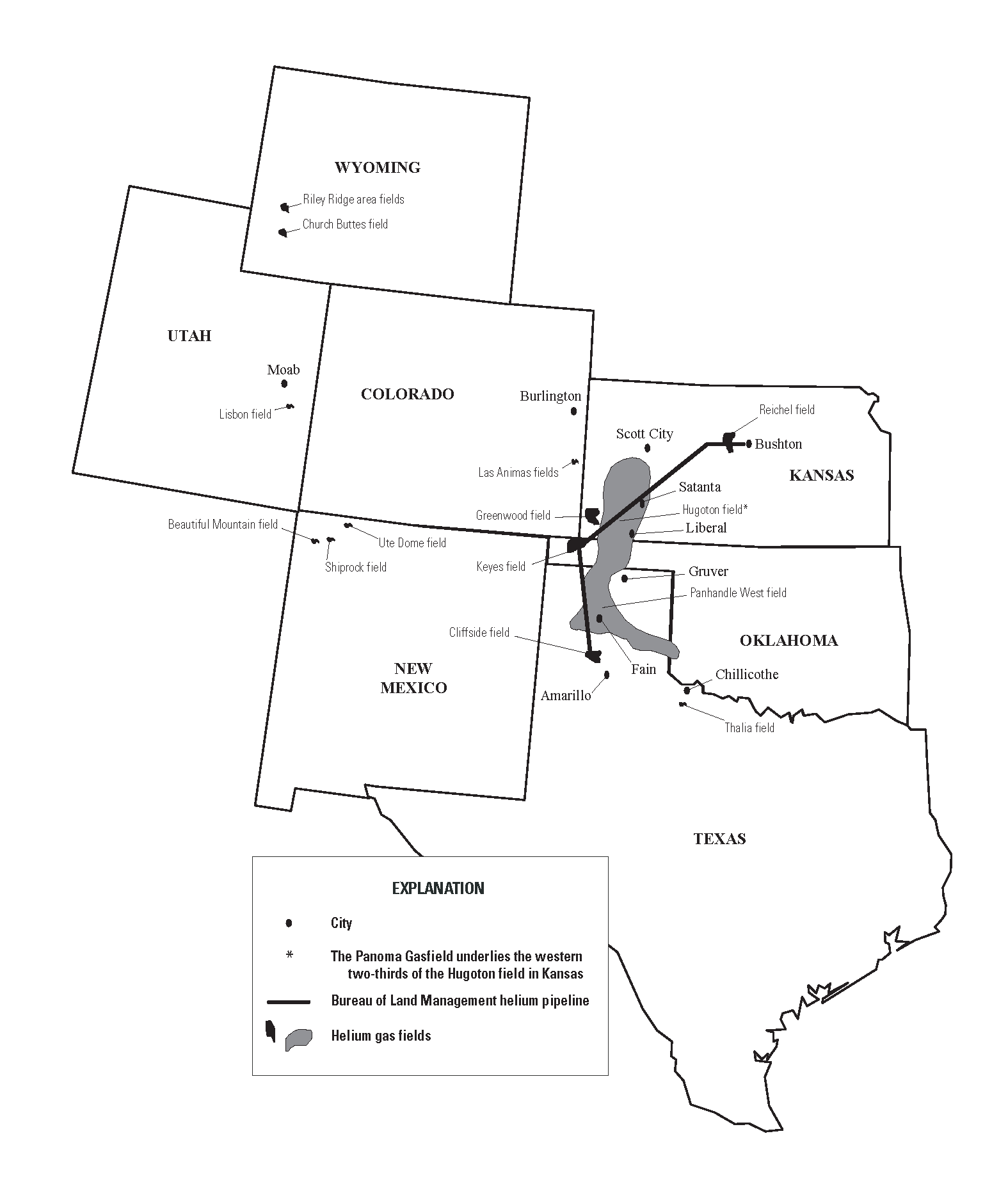
منابع و کارخانه‌های فرآوری هلیوم در ایالات متحده، ۲۰۱۲ (بر اساس داده‌های USGS)

#### استخراج و توزیع

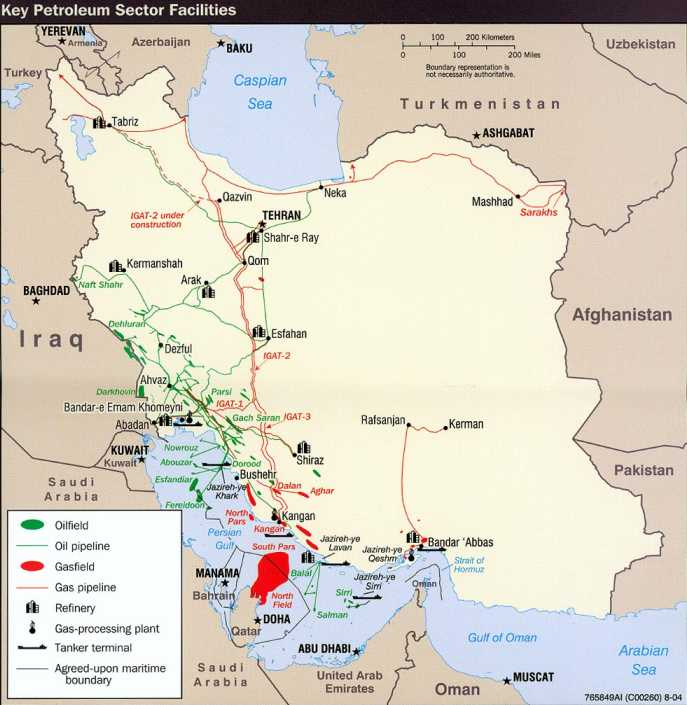
یک چهارم از ذخایر هلیوم کشف شدهٰ جهان، در میدان گازی پارس جنوبی (ایران)/میدان میعانات گازی گنبد شمالی (قطر) قرار دارد.